# Insarini
Insarini – plemię owadów prostoskrzydłych z rodziny pasikonikowatych i podrodziny długoskrzydlakowych. Rodzajem typowym jest Insara Walker, F., 1869.

## Zasięg występowania
Przedstawiciele tego plemienia występują w Ameryce Północnej i Południowej. 

## Systematyka
Do Insarini zaliczanych jest 38 gatunków zgrupowanych w 4 rodzajach:
- Arethaea
- Brachyinsara
- Insara
- Psilinsara